# 빵간에 산다
"빵간에 산다"는 한국에서 제작된 이원세 감독의 1974년 영화이다. 김추련 등이 주연으로 출연하였고 한갑진 등이 제작에 참여하였다.

## 출연

### 주연
- 김추련
- 우연정
- 문오장